# Гілмар Мартінес
Гілмар Алдаір Болівар Мартінес (ісп. Gilmar Aldair Bolívar Martínez, нар. 27 жовтня 2001) — колумбійський футболіст, нападник галицьких «Карпат».

## Життєпис
Вихованець молодіжної академії «Атлетіко Насьйональ». У середині серпня 2021 року підписав 2-річний контракт з «Карпатами». У футболці галицького клубу дебютував 18 серпня 2021 року в програному (0:1) виїзному поєдинку другого кваліфікаційного раунду кубку України проти львівських «Карпат». Гілмар вийшов на поле в стартовому складі, на 36-ій хвилині отримав жовту картку, а на 58-ій хвилині його замінив Роман Лісовик. У Другій лізі України дебютував 23 серпня 2021 року в програному (0:3) виїзному поєдинку 5-го туру групи А проти київського «Рубікона». Мартінес вийшов на поле в стартовому складі, а на 65-ій хвилині його замінив Володимир Шевчук.